# Иван Чарго
Иван Чарго (Толмин, 25. фебруар 1898 — Љубљана, 11. август 1958) био је југословенски и словеначки сликар, илустратор, сценограф и карикатуриста.

## Биографија
Чарго је рођен 1898. године у Толмину. Студирао је сликање у Фирцени и Роми, а од 1924. до 1927. године радио је као сценограф у Словенском људском гледалишту у Горици, а нако тога живео у Београду од 1927. до 1937. године. Током Другог светског рата био је у разним затворима све до капитулације Италије 1943. године, након чега се придружио партизанима. Након рата живео је у Љубљани.
У почетку, Чарго је сликао у импересионистичком стилу, а угледао се на рад словеначког сликара Рихарда Јакопича. Након његовог рада и путовања у Италији, имао је већу жељу за конструктивизмом. Касније је у своје слике увео елементе кубизма. После 1931. године углавном је радио цртеже црвеном кредом и црвеном оловком, бавио се друштвеним темама и развио сопствени ситл. Такође, Чарго се бавио сценографијом и карикатурама, а стварао је и новинске илустрације.
У његовим мотивима највише су се налазили рудари, лучки радници, а укључују радове као што су Аутопортрет (1926), Портрет једног архитекте (1926), Људи у шетњи (1931) и У затвору (1931).
Чарго је преминуо 11. августа 1958. године у Љубљани. Постхумне изложбе његових радова одржане су 1972. године у Градској галерији Љубљане и 1981. године у Музеју Горице у Новој Горици.